# Concorso corale nazionale di Vittorio Veneto
Il concorso corale nazionale “Trofei città di Vittorio Veneto” è un concorso di canto corale italiano la cui prima edizione risale al 1966 e che si svolge a Vittorio Veneto.

## Storia
Dal 1966 al 1985 le categorie del concorso corrispondevano all'organico dei cori in competizione, ossia cori maschili, femminili, voci miste o in molte edizioni anche cori di voci bianche, successivamente la commissione artistica ha deciso di creare due categorie in base al repertorio proposto ossia la categoria canto polifonico e la categoria canto popolare o polifonico profano.
Con l'andare del tempo poi si sono alternate varie fasi con categorie diverse legate all'organico (gruppi vocali, voci bianche ecc.) o legate al repertorio (elaborazione di melodie di tradizione, canti originali d'autore ecc).
Partecipano al concorso cori provenienti da ogni parte d'Italia.

## Regolamento

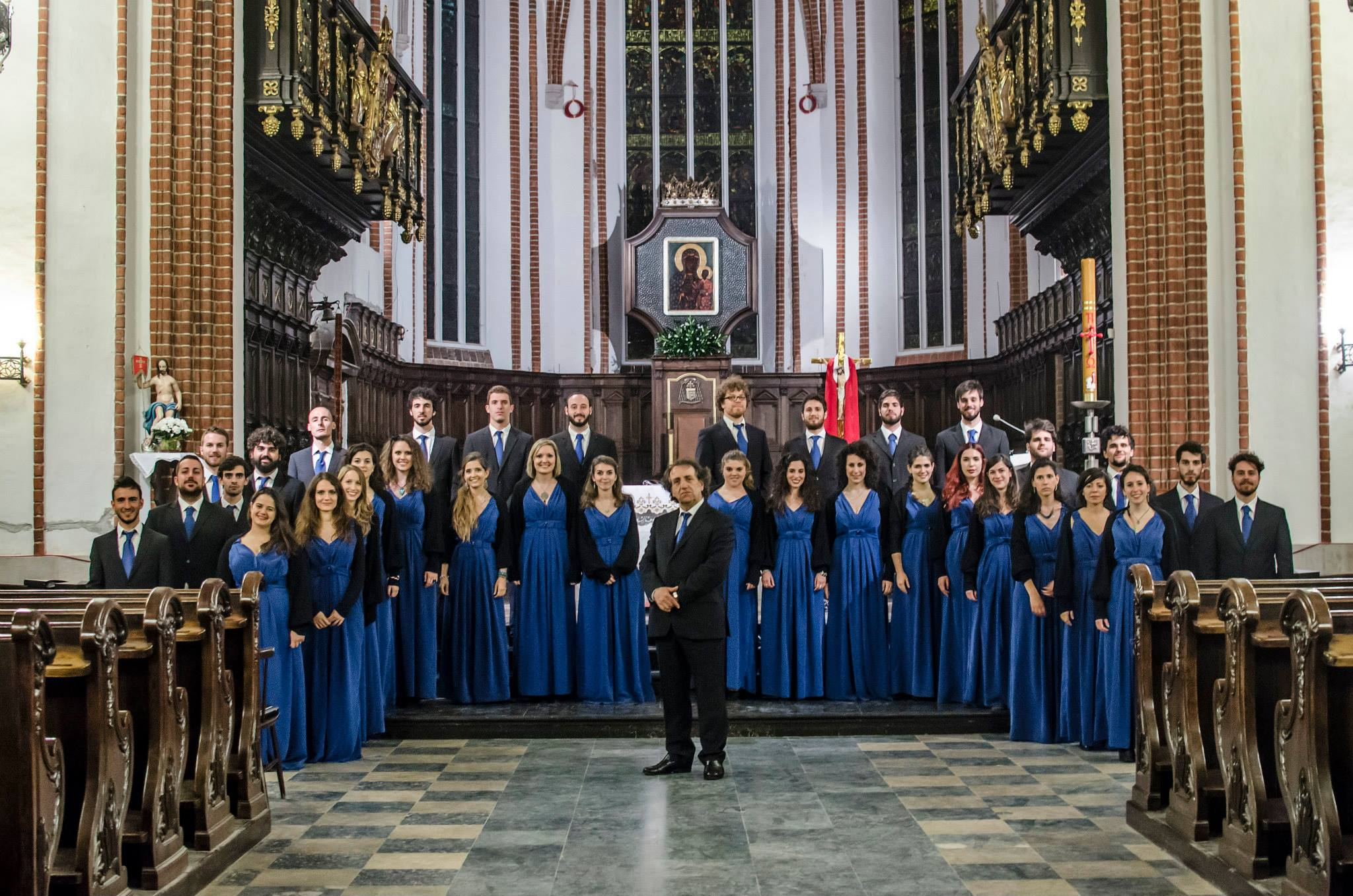
Coro Musicanova di Roma vincitore nel 2003 e nel 2011

Per la partecipazione al concorso corale nazionale “Trofei città di Vittorio Veneto”  è prevista una selezione data da una valutazione del progetto-programma presentato, dall'ascolto della documentazione sonora inviata e da un esame del curriculum del coro e del direttore da parte della commissione artistica del concorso.
Il numero dei coristi di ciascun complesso corale deve essere non inferiore a 12 e non superiore a 40 (esclusi gli eventuali strumentisti) pena l'esclusione.
Ciascun complesso corale può iscriversi a più competizioni, purché presenti programmi diversi e
rispetti le modalità previste per ciascuna di esse.
È consentito l'impiego di strumenti se e come previsto dal compositore o elaboratore; l'organizzazione
mette a disposizione un pianoforte a coda e non è permesso l'uso di basi musicali registrate.
I cori vincitori del primo premio nelle categorie del concorso ricevono il trofeo "Città di Vittorio Veneto" e il diploma di classifica; al direttore del coro sarà consegnata una targa offerta dall'Associazione per lo Sviluppo delle Attività Corali (ASAC) del Veneto.
Il coro vincitore del primo premio nella categoria A accede di diritto al Concorso polifonico Guido d'Arezzo internazionale. I cori vincitori del primo premio nelle diverse categorie del concorso di Vittorio Veneto e il coro vincitore del primo premio, partecipano di diritto al gran premio corale "Efrem Casagrande".
Sono inoltre previsti premi speciali della giuria.

## Manifestazioni correlate
Al concorso corale si affiancano il già citato Gran premio corale Efrem Casagrande, rassegne e festival di cori giovanili e scolastici di canto popolare, serate di gala con cori segnalati dalle varie associazioni regionali e da Feniarco.
Vi si svolgono inoltre convegni e concorsi di elaborazione e composizione (concorso internazionale di composizione "Suoni di fiaba", dedicato ai cori di voci bianche).

## Edizioni recenti
| anno | Coro                                           | Direttore                     | Città di provenienza           | Categoria                                      |
| ---- | ---------------------------------------------- | ----------------------------- | ------------------------------ | ---------------------------------------------- |
| 1999 | Coro Sette Torri                               | Giovanni Cucci                | Settimo Torinese               | Repertorio di canto popolare                   |
| 2000 | I piccoli musici di Casazza                    | Mario Mora                    | Casazza                        | Voci Bianche                                   |
| 2001 | Cantori di Santomio                            | Piergiorio Righele            | Malo                           | Canto polifonico                               |
| 2001 | Coenobium Vocale                               | Maria Dal Bianco              | Piovene Rocchette              | Ex aequo canto popolare                        |
| 2001 | Coro polifonico turritano                      | Luca Sannai                   | Porto Torres                   | Ex aequo canto popolare                        |
| 2002 | Coro polifonico Santa Cecilia                  | Paolo Piana                   | Piazzola sul Brenta            | Canto polifonico                               |
| 2002 | Coro polifonico turritano                      | Luca Sannai                   | Porto Torres                   | Canto popolare                                 |
| 2003 | Insieme vocale Vox Cordis                      | Lorenzo Donati                | Arezzo                         | Canto polifonico                               |
| 2003 | I piccoli cantori delle Colline di Brianza     | Flora Anna Spreafico          | La Valletta Brianza            | Voci bianche                                   |
| 2003 | Coro Musicanova                                | Fabrizio Barchi               | Roma                           | Canto popolare a progetto                      |
| 2004 | Coro polifonico di Ruda                        | Fabiana Noro                  | Ruda                           | Canto popolare e canto polifonico              |
| 2004 | Coro la Corolla                                | Mario Giorgi                  | Ascoli                         | Voci bianche                                   |
| 2005 | Genova Vocal Ensemble                          | Roberta Paraninfo             | Genova                         | Ex aequo canto polifonico                      |
| 2005 | Gruppo vocale Francesco Corradini              | Roberto Tofi                  | Arezzo                         | Ex aequo canto polifonico                      |
| 2005 | Coro Jacobus Gallus                            | Matjaž Šček                   | Trieste                        | Canto popolare                                 |
| 2005 | Hesperimenta vocal ensemble                    | Lorenzo Donati                | Arezzo                         | Gruppi vocali                                  |
| 2006 | Calycanthus                                    | Flavio Ranica                 | Bergamo                        | Musiche originali d'autore                     |
| 2006 | Corale zumellese                               | Manolo Da Rold                | Mel                            | Elaborazioni                                   |
| 2006 | Coro Coeli Lilia                               | Giovanna Consiglio            | Campobasso                     | Voci bianche                                   |
| 2007 | non assegnato                                  | -                             | -                              | canto polifonico e canto popolare              |
| 2007 | Genova Vocal Ensemble                          | Roberta Paraninfo             | Genova                         | Gruppi vocali (premio internazionale)          |
| 2008 | Coro Sette Torri                               | Giovanni Cucci                | Settimo Torinese               | Musiche originali d'autore                     |
| 2008 | Kraški Cvet                                    | Karmen Koren                  | Trieste                        | Voci bianche                                   |
| 2008 | Vocal Quartet Eufonia                          | Vesselina Dragolova-Danailova | Sofia                          | Gruppi vocali (premio internazionale)          |
| 2009 | -                                              | -                             | -                              | competizione sospesa                           |
| 2010 | Coro Vivaldi                                   | Amedeo Scutiero               | Roma                           | Ex aequo canto polifonico                      |
| 2010 | Coro Clara Schumann                            | Chiara Moro                   | Trieste                        | Ex aequo canto polifonico                      |
| 2010 | Coro CET                                       | Alessandro Ledda              | Milano                         | Canto popolare                                 |
| 2010 | Coro Artemusica                                | Debora Bria                   | Valperga                       | Voci bianche                                   |
| 2011 | Coro Musicanova                                | Fabrizio Barchi               | Roma                           | Canto originale d'autore                       |
| 2011 | Corale zumellese                               | Manolo Da Rold                | Mel                            | Canto polifonico di ispirazione popolare       |
| 2011 | Coro La Rupe                                   | Domenico Monetta              | Quincinetto                    | Voci virili canto di montagna                  |
| 2011 | Bodeca Neza                                    | Mateja Cernic                 | Savogna d'Isonzo               | Cori giovanili                                 |
| 2012 | Ensemble La Rose                               | jose Borgo                    | Piovene Rocchette              | Canto originale d'autore                       |
| 2012 | Coro Iride                                     | Fabrizio Barchi               | Roma                           | Cori giovanili                                 |
| 2012 | non assegnato                                  | -                             | -                              | Elaborazioni                                   |
| 2012 | Corocastel Conegliano                          | Giorgio Susana                | Conegliano                     | Cori maschili                                  |
| 2013 | Coro Eos                                       | Fabrizio Barchi               | Roma                           | Musica originale d'autore ex aequo             |
| 2013 | Janua Vox                                      | Roberta Paraninfo             | Genova                         | Musica originale d'autore ex aequo             |
| 2013 | Gruppo Corale di Bolzano Vicentino (VI)        | Francesco Grigolo             | Bolzano Vicentino              | Canto Alpino cori maschili                     |
| 2013 | IMT Vocal Project                              | Lorenzo Fattambrini           | Thiene                         | Canto Popolare                                 |
| 2013 | Coro Eos                                       | Fabrizio Barchi               | Roma                           | Cori Giovanili ex aequo                        |
| 2013 | Coro dell'Isit. musicale di Oderzo (TV)        | Roberto Brisotto              | Oderzo                         | Cori Giovanili ex aequo                        |
| 2014 | Coro Montecimon                                | Paolo Vian                    | Miane (TV)                     | Canto Alpino cori maschile                     |
| 2014 | Coro Giovanile “Artemusica”                    | Deborah Bria                  | Valperga (TO)                  | Coro Giovanili                                 |
| 2014 | Kolbe Children's Choir                         | Alessandro Toffolo            | Mestre (VE)                    | Coro di Voci Bianche                           |
| 2015 | Piccolo Coro Artemìa                           | Denis Monte                   | Torviscosa (UD)                | Musiche originali d'autore                     |
| 2015 | Gruppo Vocale Novecento                        | Maurizio Sacquegna            | San Bonifacio (VR)             | Canto polifonico di ispirazione popolare       |
| 2015 | Coro “Vox Viva”                                | Dario Piumatti                | Torino                         | Vocal pop – jazz, gospel, spirituals           |
| 2016 | Kantika Vocal Ensemble                         | M. Raffaela Scafuri           | Pellizzano (SA)                | Musiche orig. d’autore ex aequo                |
| 2016 | Gruppo Vocale "Vogliam Cantare"                | Maria Cortelletti             | Trento                         | Musiche orig. d’autore ex aequo                |
| 2016 | Kantika Vocal Ensemble                         | M. Raffaela Scafuri           | Pellizzano (SA)                | Canto Polifonico di ispirazione popolare       |
| 2016 | Coro "Fran Venturini"                          | Susanna Zeriali               | Domio (TS)                     | Coro di Voci Bianche                           |
| 2017 | Gruppo Vocale "Vikra"                          | Petra Grassi                  | Trieste                        | Musiche originali d'autore                     |
| 2017 | Coro "I Piccoli Musici"                        | Mario Mora                    | Casazza (BG)                   | Centenario Grande Guerra Ensemble              |
| 2017 | Coro "Gioventù in Cantata"                     | Cinzia Zanon                  | Marostica (VI)                 | Vocal pop-jazz, gospel e spiritual             |
| 2018 | Coro Giovani Voci Bassano                      | Cinzia Zanon                  | Bassano del Grappa (VI)        | Canto Popolare ex aequo                        |
| 2018 | Coro Ortobene                                  | Alessandro Catte              | Nuoro                          | Canto Popolare ex aequo                        |
| 2018 | Ensemble Vocale Mousikè                        | Luca Scaccabarozzi            | Muggiò (MB)                    | Musica sacra originale d’autore                |
| 2018 | Coro da Camera Hebel                           | Alessandro Cadario            | Saronno (VA)                   | Vocal pop-jazz, gospel e spirituals            |
| 2018 | Coro voci bianche Garda Trentino               | Enrico Miaroma                | Riva del Garda (TN)            | Cori di Voci Bianche                           |
| 2018 | Coro Farthan                                   | Elide Melchioni               | Marzabotto (BO)                | Palio corale regioni                           |
| 2019 | Coro da Camera di Torino                       | Dario Tabbia                  | Torino                         | Musica sacra originale d’autore                |
| 2019 | Coro da Camera di Torino                       | Dario Tabbia                  | Torino                         | Polifonia profana                              |
| 2019 | Coro da Camera di Torino                       | Dario Tabbia                  | Torino                         | Canto polifonico di ispirazione popolare       |
| 2019 | non assegnato                                  | -                             | -                              | Vocal pop-jazz gospel e spirituals             |
| 2019 | Coro Femminile Eufomìa                         | Mauro Lisei                   | Gavoi (NU)                     | Palio corale delle regioni                     |
| 2021 | Sibi Consoni - Accademia Vocale di Genova      | Roberta Paraninfo             | Genova                         | Musica sacra originale d’autore                |
| 2021 | Coro Farthan                                   | Elide Melchioni               | Marzabotto (BO)                | Canto polifonico di ispirazione popolare       |
| 2021 | non assegnato                                  | -                             | -                              | Vocal pop-jazz, gospel e spirituals            |
| 2021 | Gruppo Vocale Garda Trentino                   | Enrico Miaroma                | Riva del Garda (TN)            | Gruppi vocali                                  |
| 2022 | I Piccoli Cantori di Barcellona Pozzo di Gotto | Salvina Miano                 | Barcellona Pozzo di Gotto (ME) | Polifonia sacra a cappella originale d’autore  |
| 2022 | I Piccoli Cantori di Barcellona Pozzo di Gotto | Salvina Miano                 | Barcellona Pozzo di Gotto (ME) | Cori di Voci Bianche                           |
| 2022 | Piccolo Coro Artemia                           | Denis Monte                   | Torviscosa (UD)                | Vocal pop-jazz, gospel e spirituals            |
| 2022 | non assegnato                                  | -                             | -                              | Gruppi vocali                                  |
| 2023 | Coro femminile Controcanto                     | Leonarda De Ninis             | Brescia                        | Polifonia sacra a cappella originale d’autore  |
| 2023 | Coro femminile Controcanto                     | Leonarda De Ninis             | Brescia                        | Polifonia profana originale d’autore           |
| 2023 | Coro La Rupe                                   | Domenico Monetta              | Quincinetto (TO)               | Canto polifonico di ispirazione popolare       |
| 2023 | Coro da Camera Hebel                           | Alessandro Cadario            | Saronno (VA)                   | Vocal pop-jazz, gospel e spirituals (ex aequo) |
| 2023 | Minuscolo Spazio Vocale                        | Filippo Stefanelli            | Roma                           | Vocal pop-jazz, gospel e spirituals (ex aequo) |
| 2024 | Coro Vox viva                                  | Dario Piumatti                | Torino                         | Polifonia sacra a cappella originale d’autore  |
| 2024 | Gruppo vocale Garda Trentino                   | Enrico Miaroma                | Riva del Garda (TN)            | Polifonia profana originale d’autore           |
| 2024 | Coro Verrès                                    | Albert Laniece                | Verrès (AO)                    | Canto polifonico di ispirazione popolare       |
| 2024 | Coro Enjoy                                     | Raffaele Cifani               | Cesano Maderno (MB)            | Vocal pop-jazz, gospel e spirituals            |
| 2025 | Coro Gli Sconcertati                           | Andrea Màzzer                 | Vittorio Veneto (TV)           | Vocal pop-jazz, gospel e spirituals (ex aequo) |
| 2025 | Coro Nuova Armonia                             | Maurizio Ramera               | Chiari (BS)                    | Vocal pop-jazz, gospel e spirituals (ex aequo) |
| 2025 | Gruppo vocale Vihar                            | Mirko Ferlan                  | Trieste                        | Canto polifonico di ispirazione popolare       |